# Гай Цецилий Руф
Гай Цецилий Руф (на латински: Gaius Caelius Rufus) e политик на ранната Римска империя.
През 13 г. Цецилий е претор aerarii. През 17 г. той е консул заедно с Луций Помпоний Флак. Суфектконсулите през втората половина на тази година са Гай Вибий Марс и Луций Волузей Прокул.